# Мрљане
Мрљане су насељено место у саставу општине Пашман, у Задарској жупанији, Република Хрватска.

## Географија
Насеље се налази на острву Пашману.

## Историја
До територијалне реорганизације у Хрватској налазиле су се у саставу старе општине Биоград на Мору.

## Становништво
На попису становништва 2011. године, Мрљане су имале 249 становника.

## Попис1991.
На попису становништва 1991. године, насељено место Мрљане је имало 311 становника, следећег националног састава:
| Попис 1991.‍ | Попис 1991.‍ | Попис 1991.‍ | Попис 1991.‍ | Попис 1991.‍ |
| ----------- | ----------- | ----------- | ----------- | ----------- |
|             |             |             |             |             |
| Хрвати      | Хрвати      |             | 306         | 98,39%      |
| Југословени | Југословени |             | 3           | 0,96%       |
| Мађари      | Мађари      |             | 1           | 0,32%       |
| непознато   | непознато   |             | 1           | 0,32%       |
| укупно: 311 |             |             |             |             |